# Pediomelum tenuiflorum
Pediomelum tenuiflorum là một loài thực vật có hoa trong họ Đậu. Loài này được (Pursh) A.N. Egan mô tả khoa học đầu tiên năm 2009.